# Friisk-Gesäts

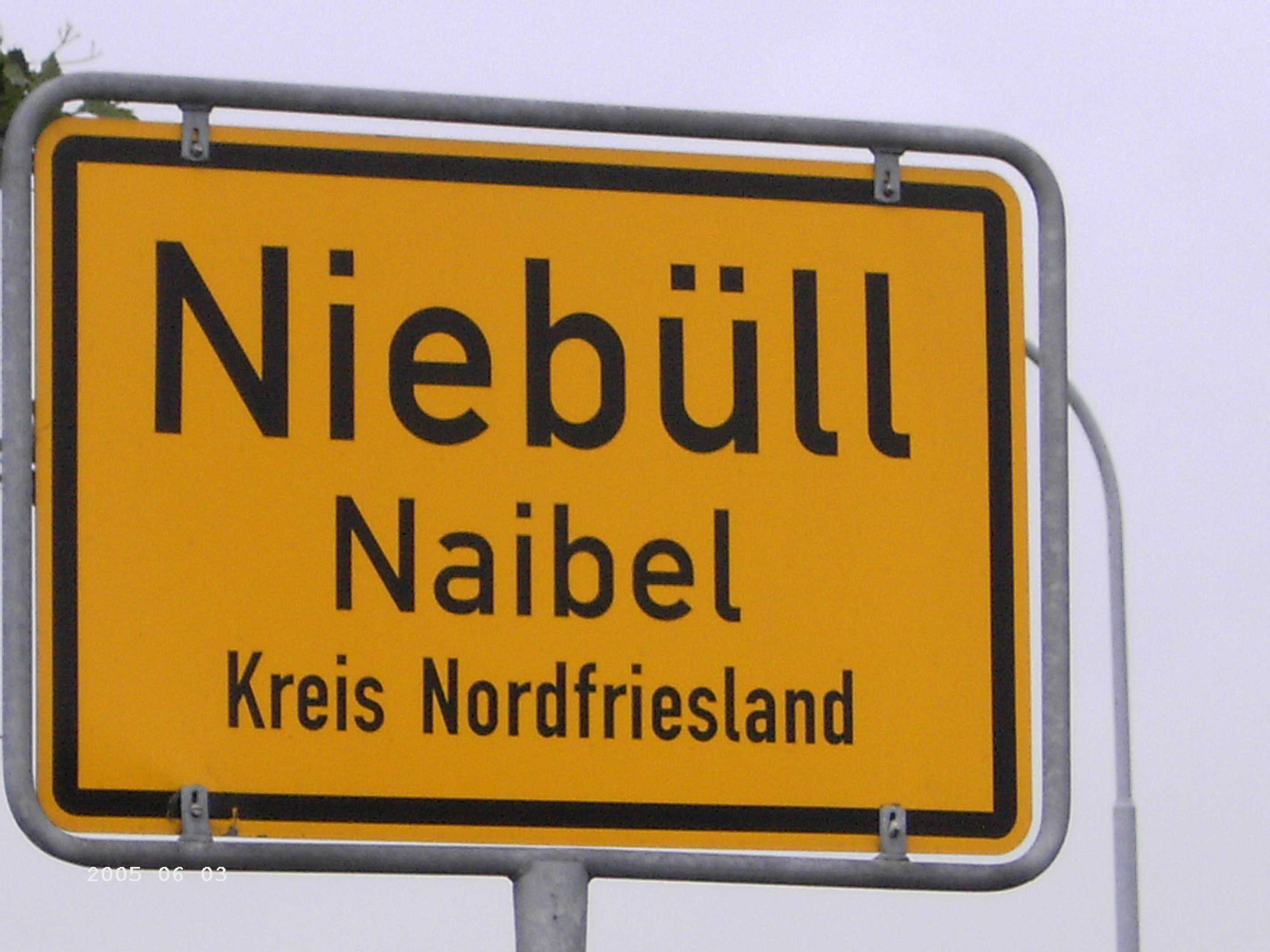
Plaatsnaambord van Niebüll (Duits) of Naibel (Noord-Fries)

Het Friisk-Gesäts (Fries) of Friesisch-Gesetz (Duits) is de citeernaam van een wet die het officiële gebruik van de Noord-Friese taal, de Noord-Friese vlag en het Noord-Friese wapen in Noord-Friesland en op Helgoland regelt. De volledige naam is Gesäts fort stipen foont friisk önj e öfentlikhäid (Fries) of Gesetz zur Förderung des Friesischen im öffentlichen Raum (Duits).
De wet is op 11 november 2004 door de landdag van Sleeswijk-Holstein aangenomen, na een wetsvoorstel van het SSW-parlementslid Lars Harms. De wet regelt onder andere de volgende zaken:
- De overheid van Sleeswijk-Holstein verplicht zich tot het beschermen en bevorderen van de Friese taal.
- Het Fries mag naast het Duits in het verkeer tussen burgers en de overheden in Noord-Friesland en op Helgoland worden gebruikt.
- Overheidsorganen in deze gebieden zorgen ervoor dat ze voldoende Noord-Friestalige ambtenaren benoemen.
- Borden op gebouwen van overheidsinstanties in deze gebieden worden dubbeltalig uitgevoerd (Duits/Fries).
- Zegels en briefpapier van overheidsorganen in deze gebieden mogen naast Duitse ook Friese teksten en adressen bevatten.
- De Noord-Friese vlag en het Noord-Friese wapen krijgen een officiële status en mogen naast de Duitse vlag en het Duitse wapen worden gebruikt.
- Het is de overheden in Noord-Friesland en op Helgoland toegestaan op komborden zowel de Duitse als de Noord-Friese plaatsnaam te vermelden. De overheid bevordert deze vorm van dubbeltaligheid.